# الور، کرالا
الور، کرالا (به انگلیسی: Aloor, Kerala) یک منطقهٔ مسکونی در هند است که در کرالا واقع شده‌است.